# Platypternodes savannae
Platypternodes savannae är en insektsart som beskrevs av Boris Petrovich Uvarov 1926. Platypternodes savannae ingår i släktet Platypternodes, och familjen gräshoppor. Inga underarter finns listade i Catalogue of Life.